# Хуан Цюань
Хуа́н Цюа́нь (кит. трад. 黃荃, упр. 黄荃, пиньинь Huáng Quán, 900—981) — китайский художник. Родом из Чэнду в Сычуани. Учился у танского мастера Дяо Гуанъиня, который был последователем Бянь Луаня. Занимал высокую придворную должность при дворе последнего правителя Поздней Шу (одного из так называемых десяти царств). Был выдающимся мастером жанра цветов и птиц, чьё творчество послужило основой для утверждения этого жанра.
В эпоху империи Тан уже были созданы основные каноны и традиции этого жанра. Он фигурирует во многих литературных источниках, которые превозносят его достоинства, но конкретных описаний его работ мало, а подлинных работ до нас почти не дошло. Его считали основателем «красочного стиля», то есть для него колористическое решение играло роль не меньшую, чем композиция. Хуан Цюань был основателем метода бесконтурной живописи, то есть такой техники, когда живописи не предшествует монохромный рисунок. Используя тонкие нюансы краски, он умело моделировал форму. В композицию он вводил фон.
Сохранилось указание о картинах «Журавли» и «Фазаны», которых по преданию охотничьи соколы принимали за настоящих птиц. В 944 году Хуан Цюань создал стенную роспись дворцового зала, по которой и сам дворец был назван «Дворец шести журавлей». Император был до такой степени восхищен работой художника, что приказал преподавателю Академии Оуян Цзюю создать трактат о декоративно-монументальном искусстве на основе живописи Хуан Цюаня. Журавли были изображены в различных состояниях, росписи получили названия:
- Крик до небес
- Бьющий тревогу
- Клюющий лишай
- Танцующий в вихре
- Чистящий перышки
- Смотрящий под ноги

О этих росписях мы можем судить только по сохранившимся копиям Чжао Цзи. Это самостоятельные композиции с изображением только одной птицы на гладком фоне.
Свиток «Птицы на берегу, обсаженном ивами» известен по копии XI века. Это декоративная плоская композиция с изображением куста, цветов, птиц. Композиция лишена пространственной глубины, а элементы её статичны.
В Пекинском Гугуне сохранился лист подлинных этюдов мастера. Наброски птиц и насекомых выполнены с большой живостью и мастерством.